# Johann Gottlieb Ohndorff
Johann Gottlieb Ohndorff (* 1702 in Freiberg; † 29. Dezember 1773 ebenda) war Zimmermeister und Baumeister.

## Leben
Johann Gottlieb Ohndorff wurde 1702 in Freiberg geboren und erlernte das Zimmermannshandwerk von seinem Vater. Seit 1728 ist er als Freiberger Bürger und Zimmermeister belegt; im Jahr 1740 wird er Bergzimmermeister genannt und seit 1743 fungierte er als Ratszimmermeister.
Ohndorff war einer der wichtigen außerhalb der Dresdner Residenz tätigen Barockbaumeister Sachsens. Die Gestaltungsidee des protestantischen barocken Emporensaales wird von ihm adäquat auch im Sinne der Zentralbauideen dieser Zeit umgesetzt. Bei seinen Stadtkirchen folgt Ohndorff (erstmals 1740/41 in Frankenberg) der auf George Bähr und auf Matthäus Daniel Pöppelmann zurückgehenden Dreikönigskirche in der Inneren Neustadt Dresdens. Die Fassadengliederungen des Freiberger Baumeisters entsprechen den in Sachsen seit um 1730 von Zacharias Longuelune und Johann Christoph Knöffel eingeführten französisch-klassizistisch geprägten Vorstellungen. Sehr oft arbeitete Ohndorff mit dem Tischler und Bildhauer Johann Gottfried Stecher zusammen. Am 29. Dezember 1773 starb der Baumeister verarmt in Freiberg.

## Werke
- 1728–1733 Haube des Petriturms (nordwestlicher Turm) der Petrikirche Freiberg
- um 1734 Huldigungsbalkon im Freiberger Dom
- 1737 Bürgerhaus Akademiestraße 2 in Freiberg (Wohnhaus des Baumeisters)
- 1740–1745 Kirchenschiff der Stadtkirche zu Frankenberg
- 1741–1758 Dorfkirche Berthelsdorf bei Freiberg (im 19. Jahrhundert durch Neubau ersetzt)
- 1742–1743 St.-Marien-Kirche Zwickau (Emporen, nicht ausgeführter Entwurf)
- 1745–1747 Dachreiter des Zwickauer Gewandhauses
- 1746 Haube des Hohen Turms in Chemnitz
- 1747 Dachreiter der Dorfkirche Oberschaar
- 1747–1751 Kirchenschiff der Dorfkirche Frankenstein
- 1749–1750 Umbau des Schlosses in Langburkersdorf
- 1749 Haube des Hahnenturms (südöstlicher Turm) der Petrikirche Freiberg
- 1750 Martinskirche Zschopau (nicht ausgeführter Entwurf)
- 1750–1756 Kirchenschiff der Neuen Johanniskirche Chemnitz (der späteren St.-Pauli-Kirche Chemnitz, nach Kriegszerstörung in der DDR 1961 enteignet und gesprengt)
- 1750–1753 Kirchenschiff der Nikolaikirche Freiberg (unter Beteiligung von Johann Christoph Knöffel)
- 1751 Stadtkirche Hainichen (Turmhaube, nicht ausgeführter Entwurf)
- 1753–1756 Umbau des Schlosses Wechselburg
- 1753–1754 Umbau des Rathauses Oederan
- 1754 Dorfkirche Kleinwaltersdorf (nicht ausgeführter Entwurf)
- 1754 Dachstuhl der Großen Michaeliskirche Hamburg (nicht ausgeführter Entwurf)
- 1756–1757 Christophoruskirche Hohenstein
- 1758 Umbau der Hospitalkirche St. Johannis Freiberg
- 1759 Betstube in der Kirche Hainichen (abgebrochen)
- 1762–1771 Dorfkirche Oberschöna
- 1765–1776 Dorfkirche Gahlenz